# مزايا أن تكون خجولا (فلم)
مزايا أن تكون خجولا (بالإنجليزية: The Perks of Being a Wallflower) هو فيلم كوميدي درامي أمريكي صدر في 2012، مقتبس من رواية مزايا أن تكون خجولا التي صدرت في 1999. أخرج الفيلم كاتب الرواية ستيفن تشبوسكي. تم تصوير الفيلم في بيتسبرغ، بنسيلفانيا، وصدر في 21 سبتمبر 2012. تلقى الفيلم مراجعات نقدية إيجابية وحقق نجاحا في شباك التذاكر لتبلغ إيراداته حول العالم 33 مليون دولار. الفيلم من بطولة لوجان ليرمان، إيما واتسون وعزرا ميلر.

## القصة
يروي الفيلم قصة تشارلي ذاك الفتى المُنعزل في حياته، وبداية أيامه في الثانوية، بعد أن مر بطفولة صعبة، ومتوسطة سيئة، فتى قد عاني من مشاكل في صغره. . مشاكل نفسية أدت إلى انعزاله واصابته بالتوحد، فهو شخصية انطوائية مُنعزلة غير مشهور ودائماً ما يُسخر منه، يخاف من المُشاركة في أي شيء. . ولا يقوى على رد الكلام لمن يتكلم عليه، يكتم غضبة وحزنه بداخله، ولا يخرجه لا لعائلة ولا لأصدقاء، فلا أصدقاء له، ولا يود لعائلته ان تحزن عليه ويقلقهم في مشكلته الخاصة، فيروي جميع ما يحصل له في دفترة الخاص مُخاطباً شخصية خيالية قد رسمها لنفسه في مُخيلته، يتعرف على مجموعة من الأصدقاء المُوشكين على التخرج من الثانوية في سنتهم الأخيرة، ويبدأ شيء فشيء في التغير يقع في حُب فتاة أكبر منه بسنتين ويحاول كتم حبه لها وسرد ما في قلبه في كتابة ما يُريد.

## وصلات خارجية
- الموقع الرسمي
- مقالات تستعمل روابط فنية بلا صلة مع ويكي بيانات